# Przygody Speeda Błyskawicy
Przygody Speeda Błyskawicy lub Speed Błyskawica lub Speed szybki jak błyskawica lub Rajdowcy (ang. The New Adventures of Speed Racer, 1993–1994) – amerykański serial animowany stworzony przez studio Murakami-Wolf-Swenson (obecnie Fred Wolf Films Dublin).

## Wersja polska
W Polsce serial był nadawany na kanale TVP 2 (od 11 września 1995 do 4 grudnia 1995) pod nazwą Przygody Speeda Błyskawicy oraz TVP Polonia w 1997 roku pod nazwą Speed Błyskawica. 
Serial został wydany na kasetach VHS pod nazwą Speed szybki jak błyskawica. Dystrybucja: Eurokadr Home Video oraz pod nazwą Rajdowcy w wersji lektorskiej.

### Dubbing
Opracowanie wersji polskiej: Eurocom

Reżyseria: Jerzy Dominik

Dialogi: Dariusz Dunowski

Dźwięk i montaż: 
- Maciej Kręciejewski
- Jacek Osławski

Kierownictwo produkcji: Marzena Omen-Wiśniewska

Udział wzięli:
- Tomasz Kozłowicz – Speed Błyskawica
- Lucyna Malec
- Krystyna Kozanecka – Trixie
- Zbigniew Suszyński
- Ryszard Nawrocki – Pops, ojciec tytułowego bohatera
- Mieczysław Morański
- Anna Apostolakis
- January Brunov – dowódca podwodnej stacji badawczej
- Wojciech Machnicki – Monarcha Fredonii
- Mariusz Leszczyński –
  - Morbius, złodziej pomysłów Popsa Racera,
  - Largo Sludge, twórca Toksycznych Pustkowi,
  - Robot, podstawiony wódz japońskiej organizacji terrorystycznej Meka,
  - Naukowiec podwodnej stacji badawczej,
  - Mutant, którego Speed uratował na Toksycznych Pustkowiach
- Jacek Kałucki
- Marcin Sosnowski – Kaligula z roku 2078

Piosenkę z tekstem Marka Robaczewskiego śpiewał Marcin Kudełka.

Kierownictwo muzyczne: Marek Klimczuk

### Lektor
Rajdowcy – wersja wydana z angielskim dubbingiem i polskim lektorem na VHS.
- Henryk Pijanowski

## Spis odcinków
| N/o            | Polski tytuł                              | Angielski tytuł                     |
| -------------- | ----------------------------------------- | ----------------------------------- |
|                |                                           |                                     |
| SERIA PIERWSZA |                                           |                                     |
|                |                                           |                                     |
| 01             | Pierwszy wyścig Piątki                    | The Mach 5's First Trial            |
|                |                                           |                                     |
| 02             | Postrach Pleasantville                    | The Pleasantville Terror            |
|                |                                           |                                     |
| 03             | Wyścig z Iksem                            | The Race Against X                  |
|                |                                           |                                     |
| 04             | Ucieczka z przeszłości                    | Escape from the Past                |
|                |                                           |                                     |
| 05             | Potwór z laguny Sombra                    | The Creature from the Sombra Lagoon |
|                |                                           |                                     |
| 06             | Wyprawa w głębiny                         | Trouble in Deep Twelve              |
|                |                                           |                                     |
| 07             | Tajemnicze Zniknięcie / Zniknięcie Piątki | The Mach-5 Is Missing               |
|                |                                           |                                     |
| 08             | Rajd do przyszłości / Wyścig z czasem     | Race to the Future                  |
|                |                                           |                                     |
| 09             | B.O.S.S.                                  | B.O.S.S.                            |
|                |                                           |                                     |
| 10             | Wyścig samurajów                          | Samurai Racers                      |
|                |                                           |                                     |
| 11             | Świt Mutantów                             | Dawn of the Mutants                 |
|                |                                           |                                     |
| 12             | Powrót do przyszłości                     | Return to the Future                |
|                |                                           |                                     |
| 13             | Atak z Przyszłości                        | Attack from the Future              |
|                |                                           |                                     |